# Flugunfall der Aerosucre bei Barranquilla 1989
Ein Flugunfall der Aerosucre Colombia bei Barranquilla ereignete sich am 26. April 1989. Dabei stürzte eine Sud Aviation Caravelle 11R der kolumbianischen Frachtfluggesellschaft Aerosucre kurz nach dem Start vom Flughafen Barranquilla in ein Wohngebiet. Bei dem Unfall kamen 7 Menschen ums Leben.

## Maschine
Bei dem verunglückten Flugzeug handelte es sich um eine Sud Aviation Caravelle 11R mit der Seriennummer 219, die ihren Erstflug am 1. Juni 1967 mit dem Testkennzeichen F-WJAK absolviert hatte, ehe sie am 17. Juli 1967 an Air Afrique ausgeliefert wurde, wo sie mit dem Luftfahrzeugkennzeichen TU-TCY zugelassen und auf den Namen Yaoundé getauft wurde. Die Maschine wurde dann im Jahr 1984 an  Kabo Air verkauft, wo sie mit dem Luftfahrzeugkennzeichen 5N-AWQ zugelassen und auf den Namen Sir A B Tafana Balewa getauft war. Die Caravelle wurde im Juli 1987 nach Südamerika verkauft, wo sie bei Aerosucre Colombia mit dem Luftfahrzeugkennzeichen HK-3325X in Betrieb ging.
Das zweistrahlige Schmalrumpfflugzeug war mit zwei Triebwerken des Typs Pratt & Whitney JT8D-7B ausgestattet.

## Besatzung
Es war eine dreiköpfige Besatzung an Bord, bestehend aus Kapitän, Erstem Offizier und Flugingenieur. Als Passagiere saßen zusätzlich ein Lademeister und ein Bodentechniker im Flugzeug.

## Fracht
Die Fracht der Maschine bestand aus einem VW Käfer und mehreren Tonnen Frischfleisch.

## Unfallhergang
Kurz nach dem Start der Maschine verrutschte die Ladung. Dadurch verlagerte sich der Schwerpunkt der Maschine. Der Anstellwinkel erhöhte sich und es kam zu einem Strömungsabriss. Die Piloten verloren die Kontrolle über das Flugzeug, die Caravelle stürzte in ein Wohngebiet. Die fünf Personen an Bord und zwei Menschen in dem Wohngebiet kamen ums Leben.
Es handelt sich um den schwersten Zwischenfall der Aerosucre.